# Gust
Gust Co. Ltd. (株式会社ガスト?, Kabushiki-gaisha Gasuto) è stata una casa videoludica giapponese specializzata in giochi di ruolo, famosa per le serie Atelier e Ar tonelico. Nel 2011 è stata interamente acquisita dalla Koei Tecmo Holdings, mentre nel 2014 è diventata una divisione di sviluppo all'interno della Koei Tecmo Games, sotto il nome  Gust Nagano Development Group (ガスト長野開発部?, Gasuto Nagano kaihatsubu).

## Storia
Gust Co. Ltd. fu fondata il 1993 a Nagano, con il primato di essere stata la prima casa videoludica della prefettura. Inizialmente sviluppò dei giochi dōjinshi per computer, il cui primo titolo fu Ares-ō monogatari (アレス王の物語? lett. "Leggenda del re Ares") per NEC, mentre nel 1994 sviluppò per PlayStation un gioco di simulazione, Falkata (ファルカタ?). Nel 1997 distribuì il videogioco Atelier Marie, primo della serie Atelier, la quale finì col diventare la serie di punta dell'azienda, distribuita principalmente per console Sony ma anche per molte console portatili.
Nel 2011 la holding Koei Tecmo Holdings ha rilevato tutte le quote dell'azione, acquisendola mentre nel 2014 è passata sotto il controllo della Koei Tecmo Games come Gust Nagano Development Group, riferimento alla sede di Nagano, mantenendo la proprietà intellettuale dei progetti creati.

## Videogiochi

### Atelier
La serie Atelier è incentrata sulla'alchimia e sul sistema di creazione di oggetti, oltre che una grafica e un sistema di narrazione tradizione giapponese. In Nord America e Europa sono stati distribuiti solamente i videogiochi a partire dalla serie Atelier Iris.
- Serie Salburg (1997–2003)
  - Atelier Marie: The Alchemist of Salburg (PlayStation, 1997)
  - Atelier Elie: The Alchemist of Salburg 2 (PlayStation, 1998)
  - Atelier Lilie: The Alchemist of Salburg 3 (PlayStation 2, 2001)
  - Atelier Marie & Elie: The Alchemists of Salburg 1 & 2 (Dreamcast, 2001)
  - Hermina and Culus (PlayStation 2, 2001)
  - Atelier Marie, Elie, & Anis: Soyokaze kara no dengon (Game Boy Advance, 2003)
- Serie Gramnad (2002–2003)
  - Atelier Judie: The Alchemist of Gramnad (PlayStation 2, 2002)
  - Atelier Viorate: The Alchemist of Gramnad 2 (PlayStation 2, 2003)
- Serie Atelier Iris (2005–2007)
  - Atelier Iris: Eternal Mana (PlayStation 2, 2005)
  - Atelier Iris 2: The Azoth of Destiny (PlayStation 2, 2006)
  - Atelier Iris 3: Grand Phantasm (PlayStation 2, 2007)
- Serie Mana Khemia (2008–2009)
  - Mana Khemia: Alchemists of Al-Revis (PlayStation 2, 2008)
  - Mana Khemia: Student Alliance (PSP, 2009)
  - Mana Khemia 2: Fall of Alchemy (PlayStation 2, 2009)
- Serie Arland (2010–2012)
  - Atelier Rorona: The Alchemist of Arland (PlayStation 3, 2010)
  - Atelier Totori: The Adventurer of Arland (PlayStation 3, 2011)
  - Atelier Meruru: The Apprentice of Arland (PlayStation 3, 2012)
- Serie Dusk (2013–2015)
  - Atelier Ayesha: The Alchemist of Dusk (PlayStation 3, 2013)
  - Atelier Escha & Logy: Alchemists of the Dusk Sky (PlayStation 3, 2014)
  - Atelier Shallie: Alchemists of the Dusk Sea (PlayStation 3, 2015)
- Altri titoli
  - Atelier Lise: The Alchemist of Ordre (Nintendo DS, 2007)
  - Atelier Annie: Alchemists of Sera Island (Nintendo DS, 2009)
  - Atelier Lina: The Alchemist of Strahl (Nintendo DS, 2009)
  - Atelier Sophie: The Alchemist of the Mysterious Book (PlayStation 3, PlayStation 4, PlayStation Vita, 2015)

### Ar tonelico
- Ar tonelico: Melody of Elemia (PlayStation 2, 2007)
- Ar tonelico II: Melody of Metafalica (PlayStation 2, 2009)
- Ar tonelico Qoga: Knell of Ar Ciel (PlayStation 3, 2011)

### Surge Concerto
- Surge Concerto: Ciel Nosurge (PlayStation Vita, 2012)
- Ar nosurge (PlayStation 3, 2014)

### Altri videogiochi
- Falcata ~Asutoran Pâdoma no Monshou~ (ファルカタ ～アストラン・パードマの紋章～)
- Mêrupurâna (メールプラーナ)
- Welcome House (ウエルカムハウス)
- Welcome House 2 (ウエルカムハウス2)
- Noir Yeux Noire -Cielgris Fantasm- (黒い瞳のノア)
- Karyuujou (火竜娘)
- Robin Lloyd no Bouken (ロビン・ロイドの冒険)
- Taishou Mononoke Ibunroku (大正もののけ異聞録)
- Hresvelgr (フレースヴェルグ) Released in Europe as "Jet Ion GP"
- Yoru no nai kuni